# Thibaud Gaudin
Thibaud Gaudin (ur. prawdopodobnie w 1229, zm. 16 kwietnia 1292) – dwudziesty drugi wielki mistrz zakonu templariuszy.

## Życiorys
W momencie upadku Akki i śmierci wielkiego mistrza był dowódcą oddziału broniącego twierdzy w Sydonie. Został wtedy wybrany na urząd wielkiego mistrza przez braci-rycerzy wchodzących w skład załogi zamku. Udał się na Cypr w celu uzyskania pomocy, tam jednak został posądzony o tchórzostwo. Wkrótce na wyspie pojawili się też jego towarzysze, którzy zrezygnowali z obrony i porzucili Sydon. W październiku 1291 kapituła generalna zakonu zebrała się na Cyprze. Spotkanie to potwierdziło wybór Thibauda Gaudina na Wielkiego Mistrza.